# Ingenio Santa Lucía
Ingenio Santa Lucía är en ort i Argentina.   Den ligger i provinsen Tucumán, i den norra delen av landet, 1 100 km nordväst om huvudstaden Buenos Aires. Ingenio Santa Lucía ligger 399 meter över havet och antalet invånare är 5 704.
Terrängen runt Ingenio Santa Lucía är platt åt sydost, men åt nordväst är den kuperad. Närmaste större samhälle är Monteros, 9,0 km söder om Ingenio Santa Lucía.
Trakten runt Ingenio Santa Lucía består till största delen av jordbruksmark. Runt Ingenio Santa Lucía är det ganska tätbefolkat, med 54 invånare per kvadratkilometer.